# Chaco Boreal

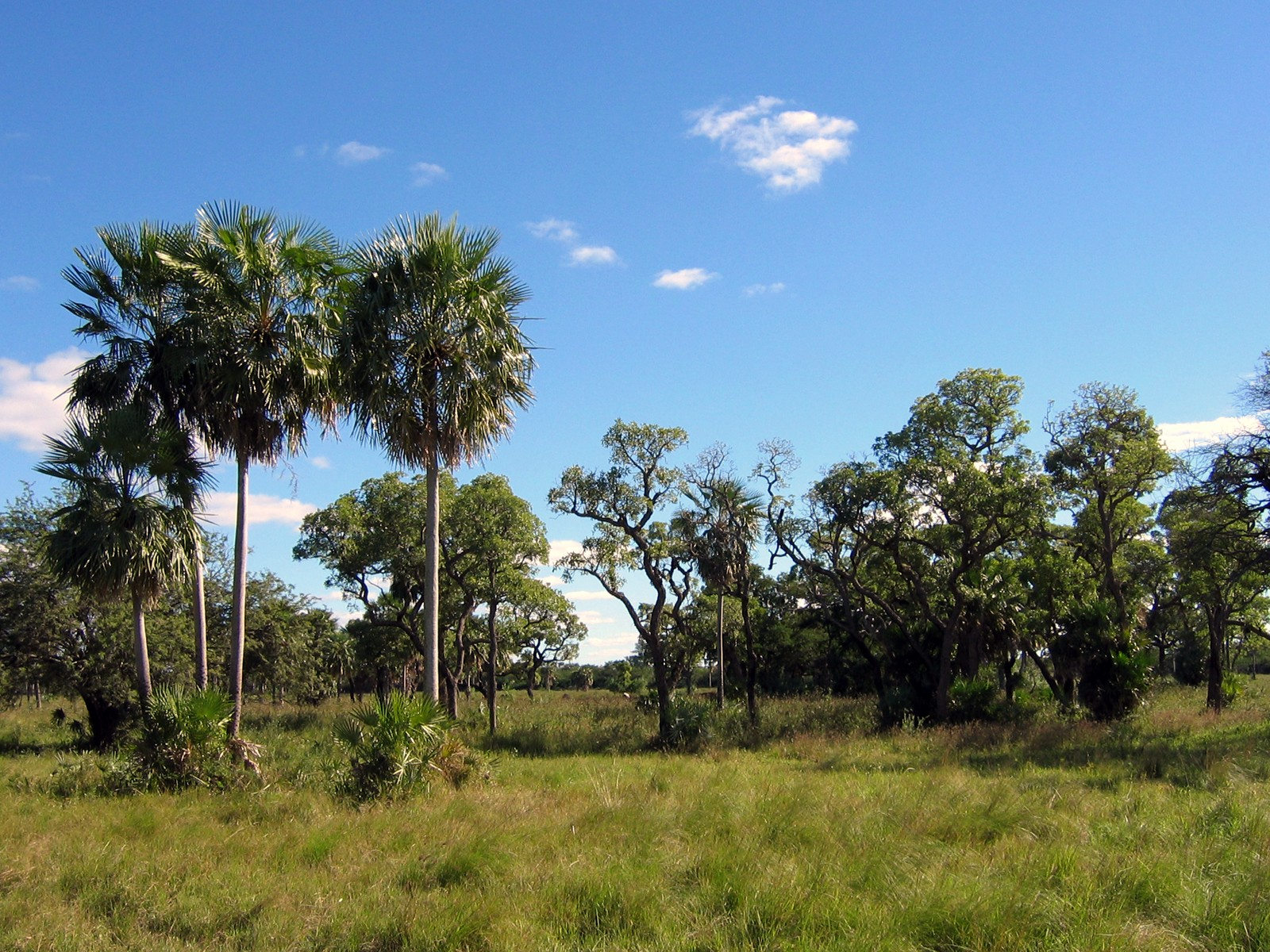
Krajobraz Chaco Boreal

Chaco Boreal – region geograficzny na pograniczu Paragwaju, Boliwii i Argentyny, stanowiący część większego Gran Chaco.
Region ten jest równiną rozciągającą się na zachód od rzeki Paragwaj, na obszarze około 259 000 km². Na wschodzie porośnięty jest buszem (występują tu m.in. drzewa kebraczo), który na zachodzie ustępuje sawannie i zaroślom kolczastym.
Warunki naturalne Chaco Boreal sprzyjają hodowli bydła, region pozostaje jednak słabo zaludniony. Główną przeszkodą w osadnictwie jest ograniczony dostęp do wody pitnej.
W następstwie toczonej w latach 1932-1935 wojny o Chaco większa część regionu przypadła Paragwajowi. Północno-zachodnia część należy do Boliwii, południowo-zachodnia natomiast do Argentyny.
W części należącej do Argentyny znajduje się Park Narodowy Sierra de las Quijadas, Park Narodowy Traslasierra i Park Narodowy Quebrada del Condorito.